# Jamides elpinides
Jamides elpinides är en fjärilsart som beskrevs av Hans Fruhstorfer 1921. Jamides elpinides ingår i släktet Jamides och familjen juvelvingar. Inga underarter finns listade i Catalogue of Life.